# Derek Drouin
Pour les articles homonymes, voir Drouin.
Derek Drouin (né le 6 mars 1990 à Sarnia) est un athlète canadien, spécialiste du saut en hauteur, champion du monde en 2015 à Pékin et médaillé d'argent en 2012 aux Jeux olympiques ainsi que médaillé d'or en 2016 aux Jeux olympiques de Rio de Janeiro.

## Biographie
En 2009, il remporte le titre des Championnats panaméricains juniors, à Port-d'Espagne, en effaçant une barre à 2,27 m. Étudiant à l'Université de l'Indiana à Bloomington, il remporte sous les couleurs des Hoosiers de l'Indiana trois titres NCAA : deux en plein air en 2010 et 2011, et un en salle en 2010. En 2011, il porte le record du Canada en salle à 2,33 m.

### Médaillé olympique (2012) et mondial (2013)

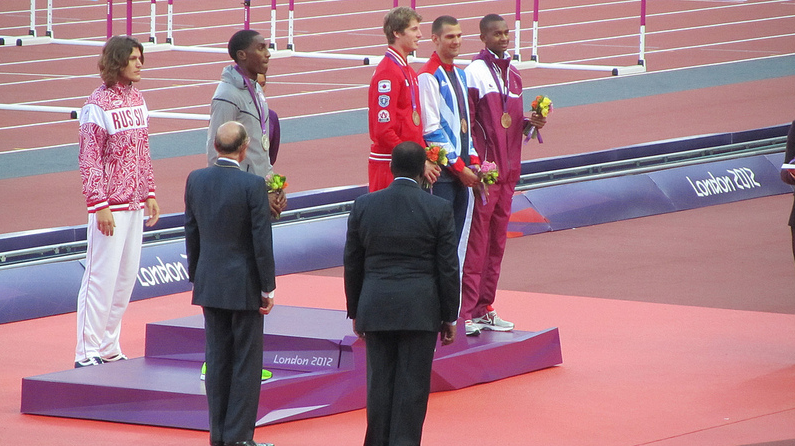
Derek Drouin (en rouge) sur le podium des Jeux olympiques de 2012

En 2012, il bat de 8 centimètres son record personnel en plein air et réalise les minima olympiques en franchissant à trois reprises la hauteur de 2,31 m, le 12 mai à Madison, le 7 juin à Des Moines, et le 30 juin à Calgary à l'occasion des Championnats du Canada. Auteur de 2,30 m fin juillet lors du meeting Herculis de Monaco, Derek Drouin s'illustre quelques jours plus tard lors des Jeux olympiques de Londres en obtenant la médaille de bronze avec le Britannique Robert Grabarz et le Qatarien Mutaz Essa Barshim, ex æquo tous les trois avec une hauteur de 2,29 m, derrière le Russe Ivan Ukhov (2,38 m) et l'Américain Erik Kynard (2,33 m). Il succède à Greg Joy, dernier médaillé olympique canadien du saut en hauteur, en 1976 à Montréal.
En début de saison 2013, il s'adjuge son quatrième titre NCAA en s'imposant lors des championnats en salle, le 9 mars à Fayetteville. Il établit à cette occasion un nouveau record national avec 2,35 m. Fin avril, lors des Penn Relays de Philadelphie, il porte son record personnel en plein air à 2,33 m, signant un nouveau record de la compétition,. 
Le 1er juin, lors de la Prefontaine Classic d'Eugene, Derek Drouin franchit une barre à 2,36 m à son 2e essai. Il améliore de deux centimètres son record personnel et d'un centimètre le record du Canada de Mark Boswell. Aux championnats du monde de Moscou, il réalise la performance de 2,38 m, établissant un nouveau record national et décrochant par la même occasion la médaille de bronze derrière l'Ukrainien Bohdan Bondarenko (2,41 m) et le Qatari Mutaz Essa Barshim (2,41 m).

### Barrière des2,40met champion du Commonwealth (2014)
Derek Drouin organise sa rentrée lors des Drake Relays se déroulant à Des Moines. Il y remporte la finale en franchissant une barre placée à 2,40 m au premier essai. Il améliore à cette occasion son record personnel de 2 cm et le record national qu'il détenait depuis 2013, et devient le dixième athlète de l'histoire à franchir cette hauteur en plein air. Cette performance lui vaut la meilleure performance mondiale de l'année au profit du Français Mickaël Hanany qui la détenait avec 2,34 m.
Il remporte le titre lors des Jeux du Commonwealth avec un saut à 2,31 m devant la Chypriote Kyriákos Ioánnou (2,28 m). Lors du British Grand Prix, Drouin termine 3e du concours du saut en avec 2,32 m, toujours derrière Mutaz Essa Barshim et Bohdan Bondarenko.

### Champion du monde (2015)

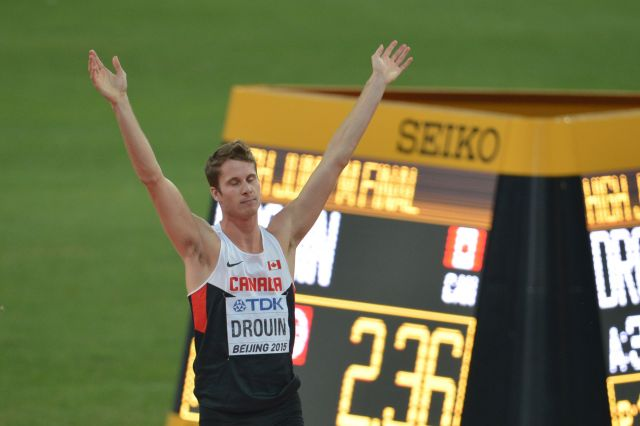
Derek Drouin lors des championnats du monde 2015.

Le 11 avril 2015, il commence la saison avec 2,32 m, à Austin (Myers Stadium).
Le 25 juillet, il remporte les Jeux panaméricains de Toronto devant son public, avec un saut à 2,37 m. Il égale cette marque lors du Meeting d'Eberstadt où il devance aux essais l'Italien Gianmarco Tamberi.

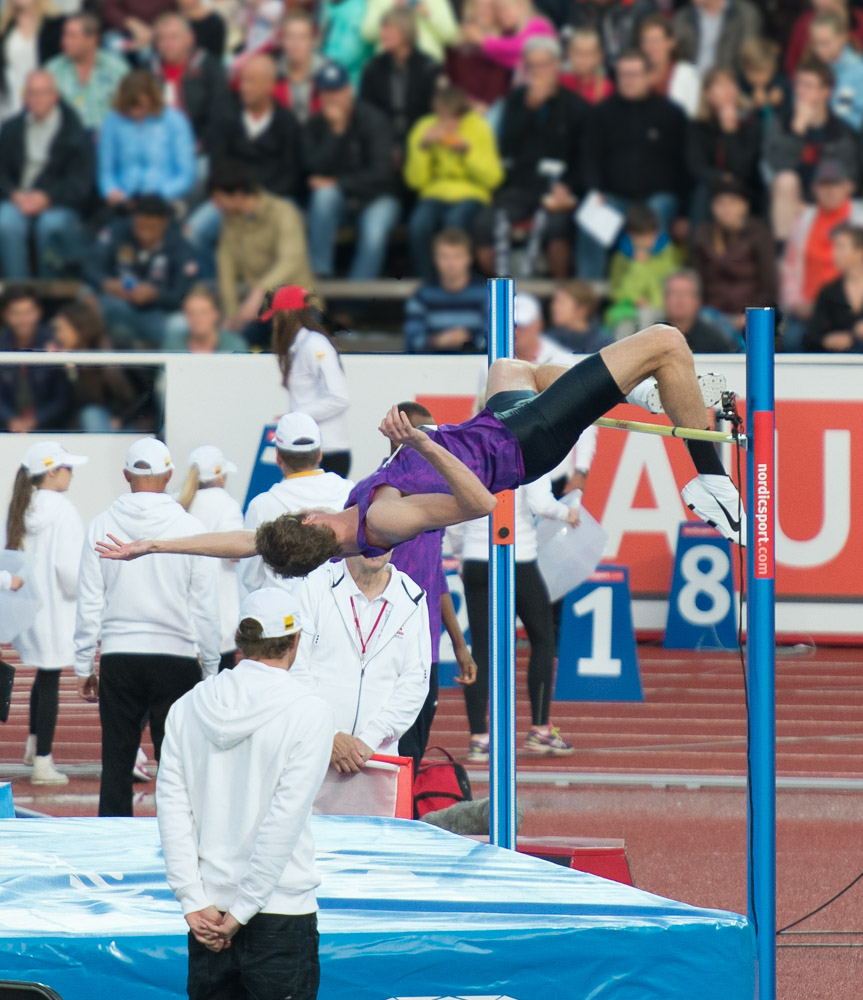
Derek Drouin lors du Bauhaus-Galan de 2015

Derek Drouin arrive aux Championnats du monde de Pékin avec la 3e performance ex-aecquo à 2,37 m (Bohdan Bondarenko, Gianmarco Tamberi et Erik Kynard ont également franchi cette hauteur) derrière Mutaz Essa Barshim (2,41 m) et Zhang Guowei (2,38 m) : en finale, le Canadien efface toutes ces barres dès son 1er essai (2,20 — 2,25 — 2,29 et 2,33) mais échoue par trois fois à 2,36 m. Mais le Chinois Guowei et l'Ukrainien Bondarenko réalisent également la même série et des barrages sont alors réalisés : tout 3 échouent à 2,36 m pour la 4e fois. La barre est donc placée à 2,34 m et seul Drouin parvient à la franchir. Grâce à cette réussite, il est sacré champion du monde pour la 1re fois, après sa médaille de bronze remportée deux ans plus tôt à Moscou.

### Champion olympique (2016)
L'année 2016 se présente pour Drouin par un changement de son élan, le rendant plus rapide et plus long (un pied ajouté à chaque foulée). Le 6 mai, il termine 5e de la Doha Diamond League avec 2,29 m, mesure qui représente le minima des Jeux olympiques de Rio. Mais ses performances de la saison ne dépassent pas cette hauteur durant ses autres compétitions, jusqu'au 9 juillet où il remporte le titre national et sa sélection olympique à Edmonton en 2,30 m et est donc officiellement sélectionné pour les Jeux. Le 15, il prend la 7e place du Meeting Herculis de Monaco avec 2,27 m, échoue par trois fois à 2,31 m. Puis, deux jours plus tard, le Canadien s'impose au Meeting d'Eberstadt pour la 2de année consécutive avec un saut à 2,38 m, la 3e performance mondiale de la saison.
Confiant après sa dernière compétition avant les Jeux, Derek Drouin arrive à Rio avec pour objectif de faire mieux qu'à Londres 2012 (médaille de bronze avec 2,29 m). Le 16 août, lors de la finale, il franchit toutes ses barres au premier essai (2,20 m — 2,25 — 2,29 — 2,33 — 2,36) ainsi que 2,38 m où il est le seul à l'effacer. Il remporte ainsi le titre olympique devant Mutaz Essa Barshim (2,36 m) et Bohdan Bondarenko (2,33 m) et ajoute ce titre à celui de champion du monde remporté l'an passé à Pékin.

### 2017: forfait pour les mondiaux de Londres
Début février 2017, Derek Drouin annonce qu'il va également s'aligner sur les épreuves combinées comme il l'avait annoncé en décembre 2016, afin de pouvoir ménager son corps et de « retrouver » celui qu'il avait à l'université quand il concourrait dans ces épreuves. Cette décision était déjà pensée en 2015, mais le Canadien avait convenu avec son entraîneur de l'appliquer qu'après les Jeux olympiques de Rio. Il fera son 1er décathlon en avril à Santa Barbara et espère se qualifier sur cette épreuve aux Jeux du Commonwealth de 2018.
Il ouvre sa saison hivernale le 8 février à Banská Bystrica et établit une meilleure performance mondiale de l'année à 2,33 m, avec Sylwester Bednarek, avant d'échouer 3 fois à 2,35 m, barre qui aurait égalé son propre record du Canada en salle. Il s'impose également 3 jours plus tard à New York avec 2,27 m.
Les 7 et 8 avril, il participe comme prévu au décathlon de Santa Barbara. Il bat son record personnel dans sept des dix épreuves et établit notamment un record du monde du saut en hauteur en décathlon avec 2,28 m, effaçant la marque de 2,27 m qui tenait depuis 1977. Pour valider ce record, Drouin devait réaliser son décathlon à plus de 7 000 points, ce qu'il fit en en accumulant 7 150. Le 29 avril, il remporte les Drake Relays pour la 4e fois consécutive, avec 2,30 m. Le 13 mai, il participe au Shanghai Golden Grand Prix mais se trouve incapable d'effacer la première barre placée à 2,20 m.
Le 6 juillet, il déclare forfait pour les Championnats du Canada à cause d'une blessure au tendon d'Achille. Un mois plus tard, le 5 août, il déclare forfait pour les Championnats du monde de Londres, compétition dont il est tenant du titre.

## Vie privée et sportive
Derek Drouin vit et s'entraîne à Toronto avec pour coach Jeff Huntoon. Il a deux sœurs, Jillian et Alysha. Jillian (née en 1986) est également athlète et a participé aux Championnats du monde jeunesse en 2003 dans le saut en hauteur (éliminée en qualifications avec 1,70 m), aux Jeux du Commonwealth et aux Jeux panaméricains. Elle se concentre désormais sur l'heptathlon où elle possède un record à 5 972 points (2014).
En fin de saison 2016, il déclare espérer un jour participer sous l'équipe nationale aux épreuves combinées où il a un record à 5 817 points sur l'heptathlon en salle.

## Palmarès
| Date | Compétition                        | Lieu           | Résultat | Marque |
| ---- | ---------------------------------- | -------------- | -------- | ------ |
| 2007 | Championnats du monde jeunesse     | Ostrava        | 10e      | 2,04 m |
| 2009 | Championnats panaméricains juniors | Port-d'Espagne | 1er      | 2,27 m |
| 2012 | Jeux olympiques                    | Londres        | 2e       | 2,29 m |
| 2013 | Championnats du monde              | Moscou         | 3e       | 2,38 m |
| 2013 | Jeux de la Francophonie            | Nice           | 1er      | 2,30 m |
| 2014 | Jeux du Commonwealth               | Glasgow        | 1er      | 2,31 m |
| 2015 | Jeux panaméricains                 | Toronto        | 1er      | 2,37 m |
| 2015 | Championnats du monde              | Pékin          | 1er      | 2,34 m |
| 2016 | Jeux olympiques                    | Rio de Janeiro | 1er      | 2,38 m |

## Records
| Épreuve         | Épreuve   | Performance | Lieu          | Date            |
| --------------- | --------- | ----------- | ------------- | --------------- |
| Saut en hauteur | Plein air | 2,40 m (NR) | Des Moines    | 25 avril 2014   |
| Saut en hauteur | En salle  | 2,35 m (NR) | Fayetteville  | 9 mars 2013     |
| Décathlon       | Plein air | 7 150 pts   | Santa Barbara | 8 avril 2017    |
| Heptathlon      | En salle  | 5 817 pts   | Geneva        | 23 février 2013 |